# Wang Anshun

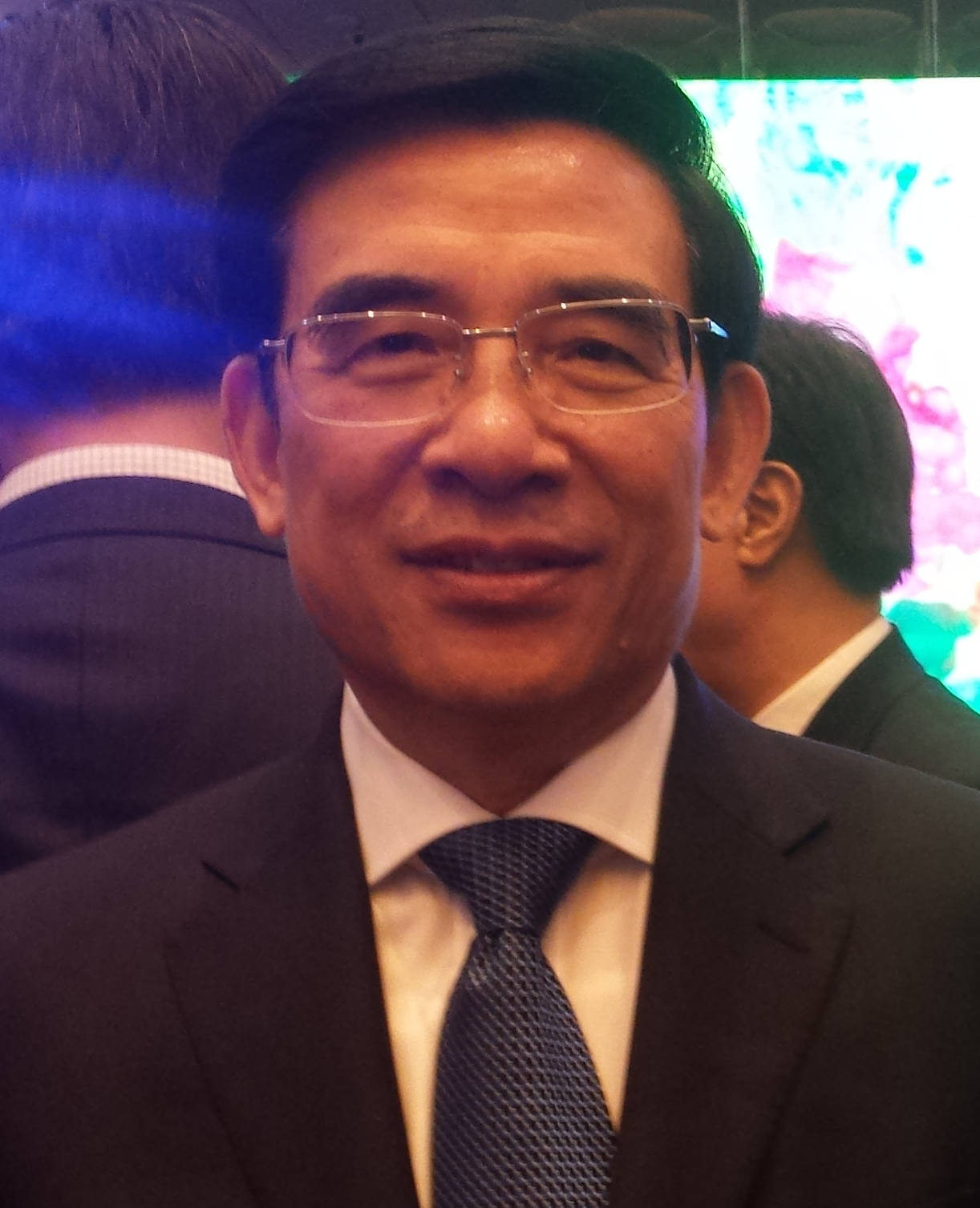
Wang Anshun

Wang Anshun (chinesisch 王安顺, Pinyin Wáng Ānshùn; * Dezember 1957 in Huixian) ist ein Kommunalpolitiker und Funktionär der Kommunistischen Partei in der Volksrepublik China. Er war vom 28. Januar 2013 bis 31. Oktober 2016 Bürgermeister der Stadt Peking.

## Leben
Wang Anshun graduierte an der Nankai-Universität in Tianjin und erreichte einen Masterabschluss in Wirtschaftswissenschaft. Im März 1984 trat er der Kommunistischen Partei bei. Beruflich ging er in die Erdölindustrie und war in verantwortlicher Stellung bei Explorationen in der nordöstlichen Provinz Jilin tätig. Ab Juli 1999 bis September 2001 war er im Parteikomitee der Provinz Gansu mit Fragen der Innenorganisation befasst. Im September 2001 wurde er stellvertretender Parteichef in Shanghai, im März 2007 wechselte er in gleicher Funktion nach Peking. Außerdem war Wang Anshun Leiter der Politischen Konsultativkonferenz des chinesischen Volkes.
Infolge von Mängeln im Katastrophenmanagement bei schweren Regenunwettern, während denen mehrere Dutzend Menschen starben, geriet Pekings Stadtverwaltung in die Kritik. Daraufhin trat Bürgermeister Guo Jinlong sowie dessen Stellvertreter Ji Lin zurück. Am 25. Juli 2012 wurde Wang Anshun zum neuen stellvertretenden Bürgermeister ernannt und ihm kommissarisch die Durchführung der Amtsgeschäfte des Bürgermeisters übertragen.
Am 28. Januar 2013 wurde er zum Bürgermeister von Peking gewählt. Am 31. Oktober 2016 trat er von seinem Amt zurück.